# Холм, где ревут львицы
Холм, где ревут львицы (фр. La colline où rugissent les lionnes) — драматический фильм, снятый Луаной Байрами и выпущенный в 2021 году. Фильм, снятый совместно французскими и косовскими компаниями, повествует о трёх девочках-подростках из Косово: Ке (Флака Латифи), Джете (Урате Шабани) и Ли (Эра Балай), которые создают банду и совершают мелкие преступления, с нетерпением ожидая возможности уехать учиться в университет и сбежать от скуки жизни в маленьком городке. 
Отрывок из фильма был показан в секции «Работа в процессе» на кинофестивале в Лез-Арке в 2019 году. 
Премьера фильма состоялась в рамках программы «Двухнедельник режиссёров» на Каннском кинофестивале 2021 года, где он был номинирован на премию Queer Palm. Премьера в Северной Америке состоялась на Международном кинофестивале в Торонто в 2021 году.